# Horné Lefantovce
Horné Lefantovce é um município da Eslováquia, situado no distrito de Nitra, na região de Nitra. Tem 18,6 km² de área e sua população em 2018 foi estimada em 901 habitantes.

## Demografia
| Ano:        | 1994 | 2004    | 2014   | 2024   |
| ----------- | ---- | ------- | ------ | ------ |
| Broj ljudi: | 1434 | 948     | 892    | 844    |
| Razlika:    |      | -33,89% | -5,90% | -5,38% |

| Ano:               | 2023 | 2024   |
| ------------------ | ---- | ------ |
| Número de pessoas: | 839  | 844    |
| Diferença:         |      | +0,59% |